# Charanyca perrufa
Charanyca perrufa är en fjärilsart som beskrevs av W. Warren 1912. Charanyca perrufa ingår i släktet Charanyca och familjen nattflyn. Inga underarter finns listade i Catalogue of Life.